# Rigo Sanchez
Rigo Sanchez ist ein US-amerikanischer Schauspieler.

## Leben
Sanchez begann seine Fernsehschauspielkarriere ab 2002 durch Mitwirkungen in verschiedenen US-amerikanischen Fernsehserien wie The Shield – Gesetz der Gewalt, The District – Einsatz in Washington, CSI: Miami oder Navy CIS. 2007 gab er im Fernsehfilm Pandemic – Tödliche Erreger sein Schauspieldebüt. 2008 stellte er in der Fernsehserie Weeds – Kleine Deals unter Nachbarn die wiederkehrende Rolle eines mexikanischen Mechanikers dar. 2016 spielte er in sechs Episoden der Fernsehserie Goliath die Rolle des Karl Stoltz. 2018 wirkte er in sieben Episoden der Fernsehserie The Last Ship in der Rolle des Hector Martinez mit. Wiederkehrende Rollen verkörperte er von 2019 bis 2020 in der Fernsehserie Briarpatch – Texas Kills! und von 2019 bis 2021 in der Fernsehserie Animal Kingdom. Von 2020 bis 2022 verkörperte er die Rolle des Rigo Vasquez in der Fernsehserie Station 19. 2024 war er in zehn Episoden der Fernsehserie Outer Banks als Lightner zu sehen. Anfang 2025 wurde bekannt, dass er die Rolle des Monkey D. Dragon, Anführer der Revolutionären, im Netflix Original One Piece spielen wird.

## Filmografie (Auswahl)
- 2002: The Shield – Gesetz der Gewalt (The Shield, Fernsehserie, Episode 1x12)
- 2003: The District – Einsatz in Washington (The District, Fernsehserie, Episode 4x02)
- 2003: CSI: Miami (Fernsehserie, Episode 2x05)
- 2003: Navy CIS (Navy NCIS, Fernsehserie, Episode 1x06)
- 2003: Karen Sisco (Fernsehserie, Episode 1x07)
- 2004–2007: Las Vegas (Fernsehserie, 3 Episoden, verschiedene Rollen)
- 2005: O.C., California (The O.C., Fernsehserie, Episode 3x01)
- 2005: Cold Case – Kein Opfer ist je vergessen (Cold Case, Fernsehserie, Episode 3x06)
- 2005–2006: Grey’s Anatomy (Fernsehserie, 2 Episoden)
- 2006: Emergency Room – Die Notaufnahme (ER, Fernsehserie, Episode 12x21)
- 2007: Pandemic – Tödliche Erreger (Pandemic, Fernsehfilm)
- 2007: Lincoln Heights (Fernsehserie, Episode 1x03)
- 2007: The Closer (Fernsehserie, Episode 3x07)
- 2007: American Body Shop (Fernsehserie, Episode 1x08)
- 2007: My Name Is Earl (Fernsehserie, Episode 3x03)
- 2007: Reich und Schön (The Bold and the Beautiful, Fernsehserie, Episode 1x5193)
- 2007: Journeyman – Der Zeitspringer (Journeyman, Fernsehserie, Episode 1x12)
- 2008: Crash and Burn (Fernsehfilm)
- 2008: Weeds – Kleine Deals unter Nachbarn (Weeds, Fernsehserie, 3 Episoden)
- 2008: Hotel California
- 2008: The Cross Before Me (Kurzfilm)
- 2009: The Book of the Border (Kurzfilm)
- 2009: Down for Life
- 2010: The Event (Fernsehserie, 2 Episoden)
- 2011: Growing Up Normal (Fernsehfilm)
- 2013: Benny Picasso (Kurzfilm)
- 2013–2014: The Record Keeper (Fernsehserie, 2 Episoden)
- 2015: City of McFarland (McFarland, USA)
- 2015: The Rolling Soldier (Fernsehserie, 5 Episoden)
- 2015: Cobalt 60 (Kurzfilm)
- 2015: Certifiable (Kurzfilm)
- 2016: Queen of the South (Fernsehserie, 2 Episoden, verschiedene Rollen)
- 2016: Goliath (Fernsehserie, 6 Episoden)
- 2018: S.W.A.T. (Fernsehserie, Episode 1x20)
- 2018: The Last Ship (Fernsehserie, 7 Episoden)
- 2019: All American (Fernsehserie, Episode 1x13)
- 2019: Beneath Us
- 2019: Lucifer (Fernsehserie, Episode 4x05)
- 2019: Too Old to Die Young (Miniserie, Episode 1x01)
- 2019–2020: Briarpatch – Texas Kills! (Briarpatch, Fernsehserie, 5 Episoden)
- 2019–2021: Animal Kingdom (Fernsehserie, 23 Episoden)
- 2020–2022: Station 19 (Fernsehserie, 9 Episoden)
- 2022: Diggstown (Fernsehserie, 5 Episoden)
- 2023: Worthy (Kurzfilm)
- 2024: Outer Banks (Fernsehserie, 10 Episoden)